# Максимальний екстрим (фільм, 2003)
«Максимальний екстрім» — французько-швейцарський кінофільм режисера Оліаса Барко, що вийшов на екрани в 2003 році.

## Зміст
Гаспар живе в альпійському селищі і працює в магазині. Він одержимий однією, але полум'яною пристрастю: сноубордингом. Його кумир — чемпіон серед професіоналів Джош Аттерсен. Прагнучи сильних відчуттів, Гаспар мріє тільки про одне: йти по стопах свого ідола. А Джош якраз розшукує молоде дарування для своєї команди. Гаспар кидає нудну роботу продавця і виїжджає до Швейцарії, де починає готуватися до найбільших щорічних змагань, куди приїжджають найкращі сноубордисти планети. Нарешті мрія Гаспара здійснюється! Правда, він не знає, що у Джоша є на його рахунок дещо інші плани…

## Ролі
| Актор             | Роль          |
| ----------------- | ------------- |
| Ніколя Дювошель   | Гаспар        |
| Грегуар Колен     | Джош Аттерсен |
| Жульєт Гудо       | Етель         |
| Жан-Філіпп Екоффе | Бішоп         |
| Каміль де Шаблі   | Жулі          |
| Мелані Лоран      | Селія         |
| Сабін Зінгре      | стриптизерка  |
| Енн Комте         | Анна          |
| Франк Галфун      | X             |
| Давид Лураші      | Y             |
| Давид Венсан      | Z             |
| Тьєррі Лермітт    | Попай         |

## Знімальна група
- Режисер — Оліас Барко
- Сценарист — Оліас Барко, Жульєн Сакс, Паоло Рота
- Продюсер — Бенуа Жобер, Жульєн Азулай, Жан-Луї Порше
- Композитор — Жан-Батист Луссьє